# 杨兴顺
杨兴顺（1904年—1989年），苏联华人，汉学家、哲学史学家。苏联共产党党员。

## 生平
1904年生于中国浙江，1933年毕业于社会科学教师共产主义大学，1948年获副博士学位，1968年获博士学位，1948年起为苏联科学院哲学研究所成员，1989年逝世。

## 观点
他认为孔子思想贫乏，老子的学说才能代表东方世界；认为老子的“道”为唯心论, “德”是唯物论。

## 评价
同为汉学家的米哈伊尔·季塔连科认为杨兴顺是用马克思列宁主义方法研究中国哲学的苏联学派奠基者之一。

## 著作
- 《中国古代哲学》第一、二卷（杨兴顺、季塔连科等编著，分别于1972年和1973年出版）
- 《中国古代的唯物主义思想》（1981年）